# Barbara Wiechno
Barbara Wiechno – polska działaczka kulturalna, hungarystka, tłumaczka, dyrektorka Instytutu Polskiego w Budapeszcie (1997–2001).

## Życiorys
Barbara Wiechno w latach 1962–1967 studiowała hungarystykę na Wydziale Neofilologii Uniwersytetu Warszawskiego. Od 1968 do 1972 pracowała w Zespole Programowym Filmów Fabularnych i Telewizyjnych Naczelnego Zarządu Kinematografii Ministerstwa Kultury i Sztuki. W latach 1972–1976 była zastępczynią dyrektora Ośrodka Informacji i Kultury Polskiej  w Budapeszcie. Od 1983 do 1987 była I sekretarzem Ambasady RP w Budapeszcie. W latach 1997–2001 pełniła funkcję dyrektorki Instytutu Polskiego w Budapeszcie. W latach 2002–2007 pracowała jako główna specjalistka ds. programowych w Instytucie Adama Mickiewicza. W 2007 przeszła na emeryturę. W późniejszych latach uczyła w Szkole Podstawowej im. S. Petőfiego w Warszawie.
Autorka przewodnika „Węgry : informator turystyczny”.

## Odznaczenia
- Pro Cultura Hungarica(inne języki) (2001)[5]
- Krzyż Kawalerski Orderu Zasługi Republiki Węgierskiej (2012)[5]